# Bernie Morris
Bernard Patrick Morris, dit Bernie, (né le 21 août 1890 à Brandon, dans la province du Manitoba, au Canada – mort le 16 mai 1963, dans l'état de Washington, aux États-Unis) est un joueur professionnel canadien de hockey sur glace qui évoluait au poste de centre devenu ensuite entraîneur.

## Statistiques

### Joueur
| Saison    | Équipe                   | Ligue |    | PJ | B  | A  | Pts | Pun |
| 1916-1917 | Metropolitans de Seattle | PCHA  | 18 | 23 | 0  | 23 | 0   |     |
| 1917-1918 | Metropolitans de Seattle | PCHA  | 18 | 20 | 0  | 20 | 0   |     |
| 1918-1919 | Metropolitans de Seattle | PCHA  | 20 | 22 | 0  | 22 | 0   |     |
| 1920-1921 | Metropolitans de Seattle | PCHA  | 22 | 11 | 13 | 24 | 3   |     |
| 1921-1922 | Metropolitans de Seattle | PCHA  | 24 | 14 | 10 | 24 | 9   |     |
| 1922-1923 | Metropolitans de Seattle | PCHA  | 28 | 21 | 5  | 26 | 18  |     |
| 1923-1924 | Tigers de Calgary        | WCHL  | 30 | 16 | 7  | 23 | 13  |     |
| 1924-1925 | Bruins de Boston         | LNH   | 6  | 2  | 0  | 2  | 0   |     |
| 1924-1925 | Capitals de Regina       | WCHL  | 7  | 1  | 2  | 3  | 2   |     |
| 1924-1925 | Tigers de Calgary        | WCHL  | 7  | 2  | 0  | 2  | 2   |     |
| 1926-1927 | Eskimos d'Edmonton       | PrHL  | 27 | 18 | 6  | 24 | 28  |     |
| 1927-1928 | Olympics de Détroit      | CPHL  | 39 | 16 | 9  | 25 | 35  |     |
| 1928-1929 | Tigers de Hamilton       | CPHL  | -  | 3  | 2  | 5  | 14  |     |
| 1929-1930 | Tigers de Hamilton       | LIH   | -  | 3  | 3  | 6  | 12  |     |

### Entraîneur
| Saison    | Équipe              | Ligue |    | PJ | V  | D | N    | % V           |  | Séries éliminatoires |
| 1928-1929 | Tigers de Hamilton  | CPHL  | 42 | 14 | 24 | 4 | 38,1 | -             |  |                      |
| 1929-1930 | Tigers de Hamilton  | LIH   | 42 | 9  | 25 | 8 | 31   | Non qualifiés |  |                      |
| 1930-1931 | Olympics de Détroit | LIH   | 48 | 18 | 28 | 2 | 39,6 | Non qualifiés |  |                      |